# Rue des Plantes (Bruxelles)
Pour les articles homonymes, voir Rue des Plantes.
La rue des Plantes (en néerlandais : Plantenstraat) est une rue bruxelloise qui commence sur la commune de Saint-Josse-ten-Noode place Saint-Lazare et qui se termine sur la commune de Schaerbeek rue Dupont en passant par la rue de la Prairie.
La numérotation des habitations va de 67 à 139 pour le côté impair et de 54 à 124 pour le côté pair.
Plusieurs rues du quartier portent un nom qui fait référence au Jardin botanique tout proche.

## Adresses notables
à Saint-Josse-ten-Noode :

- no 66A : Productions Les Délires
- no 69 : CAPAC

à Schaerbeek :

- no 116 : Institutions sociales Espace P